# 唐世平

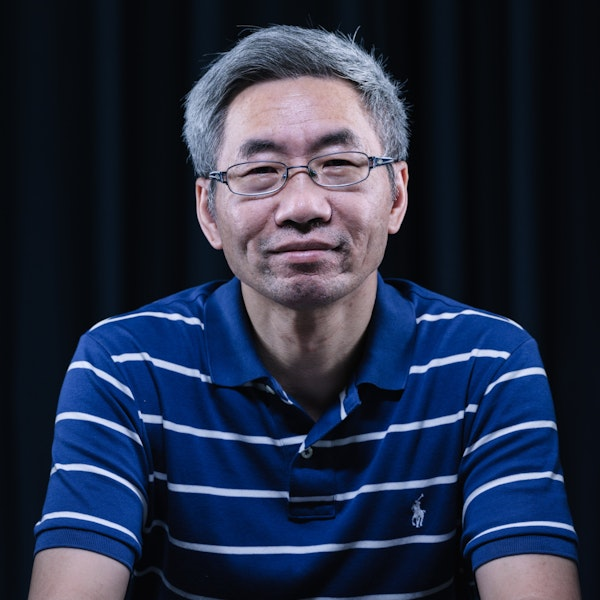

唐世平（1967年1月24日—），湖南人，中国分子生物学家、政治学家、经济学家、计算社会科学家和社会科学哲学家，复旦大学特聘教授（2013-）、“陈树渠讲席教授”（2014-2020）、中国教育部“长江学者”特聘教授（2016-）。
唐世平以关于国际关系研究中的“社会演化范式”（Social Evolutionary Paradigm, SEP）的跨学科作品而闻名。他是中国计算社会科学的开拓者之一，他也对国际关系学的“新古典现实主义”进行了批判和发展。

## 人物经历
1985年获中国地质大学（武汉）古生物学理学学士，1988年获中国科学技术大学分子生物学理学硕士。1995年，他在美国韦恩州立大学获得了分子生物学和遗传学博士学位。
但是，唐世平从零开始，转向政治学研究，并决定将他的自然科学知识应用于社会科学，于1999年在加州大学伯克利分校获国际关系学硕士学位。同年作为“特殊引进人才”进入中国社会科学院，先后担任中国社会科学院亚太研究所安全与外交研究室主任、中国社会科学院地区安全中心副主任、宁夏回族自治区外贸厅厅长助理（挂职）、中国社会科学院亚太研究所副研究员。
2009年任复旦大学校聘教授，2013年任复旦大学特聘教授，2014年受聘复旦大学国际关系与公共事务学院“陈树渠讲席教授”（至2020年）。2016年成为教育部“长江学者”特聘教授。

## 人物观点

### 产业政策
2016年，经济学家张维迎和林毅夫围绕着产业政策展开过激烈争论。张维迎提出要废除一切形式的产业政策，而林毅夫认为在经济发展过程中，政府是不可或缺的一部分。唐世平认为相对来说林毅夫对的多一点，可能跟林在世界银行工作过有关系，唐世平觉得张维迎是“教科书式的批评”。

### 中国历史
唐世平认为很多对中国历史的研究几乎毫无现实意义，应该多研究世界历史。

### 评阎学通
在其学术随笔集《众人皆吾师》一书中，唐世平对阎学通给予了很高的评价：“我认为阎老师对中国的国际问题研究起了极大的推动作用。一定程度上，他起到的作用也是不可替代的。” 同时，他也指出：“如果说我对阎老师有任何批评意见，那就是我个人觉得他在推动方法论发展的时候有过多注重定量研究方法以及有让社会科学变成自然科学的冲动或嫌疑。”

## 著作

### 英文专著
- The Institutional Foundation of Economic Development (Princeton University Press, 2022)
- On Social Evolution: Phenomenon and Paradigm (Routledge, 2020)
- The Social Evolution of International Politics (Oxford University Press, 2015)
- A Theory of Security Strategy for Our Time: Defensive Realism (Palgrave Macmillan, 2013)
- A General Theory of Institutional Change (Routledge, 2010)

### 中文专著
- 《观念、行动、结果：社会科学方法新论》（天津人民出版社，2021）
- 《国际政治的社会演化：从公元前8000年到未来》（中信出版，2017）
- 《我们时代的安全战略理论：防御性现实主义》（北京大学出版社，2016）
- 《制度变迁的广义理论》（北京大学出版社，2016）

## 奖项
其2013年英文专著《国际政治的社会演化》（The Social Evolution of International Politics）获国际研究协会（International Studies Association，ISA）“年度最佳著作奖”。